# Emba Soira
Emba Soira (također Amba Soira ili Sowera) najviša je planina u Eritreji.
Uzdiže se 3018 metara iznad morske razine. Dio je Eritrejskoga gorja, a s jedne strane Velike rasjedne doline, koja presijeca Eritreju i spaja se s Crvenim morem. Planina se nalazi u jugoistočnom dijelu regije Debub u središnjoj Eritreji.
Do Embe Soire dolazi se asfaltiranom cestom iz grada Senafe, koji se nalazi 135 km južno od glavnog grada Asmare. Od tamo, vrlo teška i opasna staza od gotovo 20 km vodi do planine. Posljednji dio putovanja traje barem nekoliko sati.